# Predicativo
Predicado é aquilo que atribui algo ao sujeito (por meio de um verbo de ligação) ou a um objeto.

## Predicativo do sujeito
O predicativo do sujeito é o elemento do predicado que se refere ao sujeito, completando o verbo de ligação.
Exemplos:
- Bruna andava doente.

Andar é o verbo de ligação e doente é o predicativo do sujeito;
- Miguel dirige feliz.

Feliz é o predicativo do sujeito, pois ele está feliz;
É importante também salientar que o verbo de ligação é assim chamado porque apenas liga o sujeito a um atributo, uma qualidade (no caso, o predicativo do sujeito). Não é um verbo que dá um significado preciso ao sujeito, necessitando pois de um atributo ou qualidade para aquele termo.
Exemplos de alguns verbos de ligação incluem ser, estar, ficar, parecer, permanecer, andar (no sentido de estar) sempre acompanhados de uma qualidade ou atributo:
- Ela ficou alegre.
- Os jogadores parecem cansados.
- Todos permaneceram calados.

Verbo de ligação é aquele que está ligado no sujeito, pois sem ele a frase não terá sentido.

## Predicativo do objeto
O predicativo do objeto é o elemento do predicado que se refere ao objeto.
Exemplo:
- Os adultos consideram as crianças sapecas.

Crianças é o objeto direto e sapecas é o predicativo do objeto (pois elas são sapecas); e ainda pelo verbo "considerar", que exprime uma opinião sobre as crianças (neste caso) e é característica do predicativo do objeto (considerar, supor, achar que, pensar que, acreditar que).